# Andreas Hauer

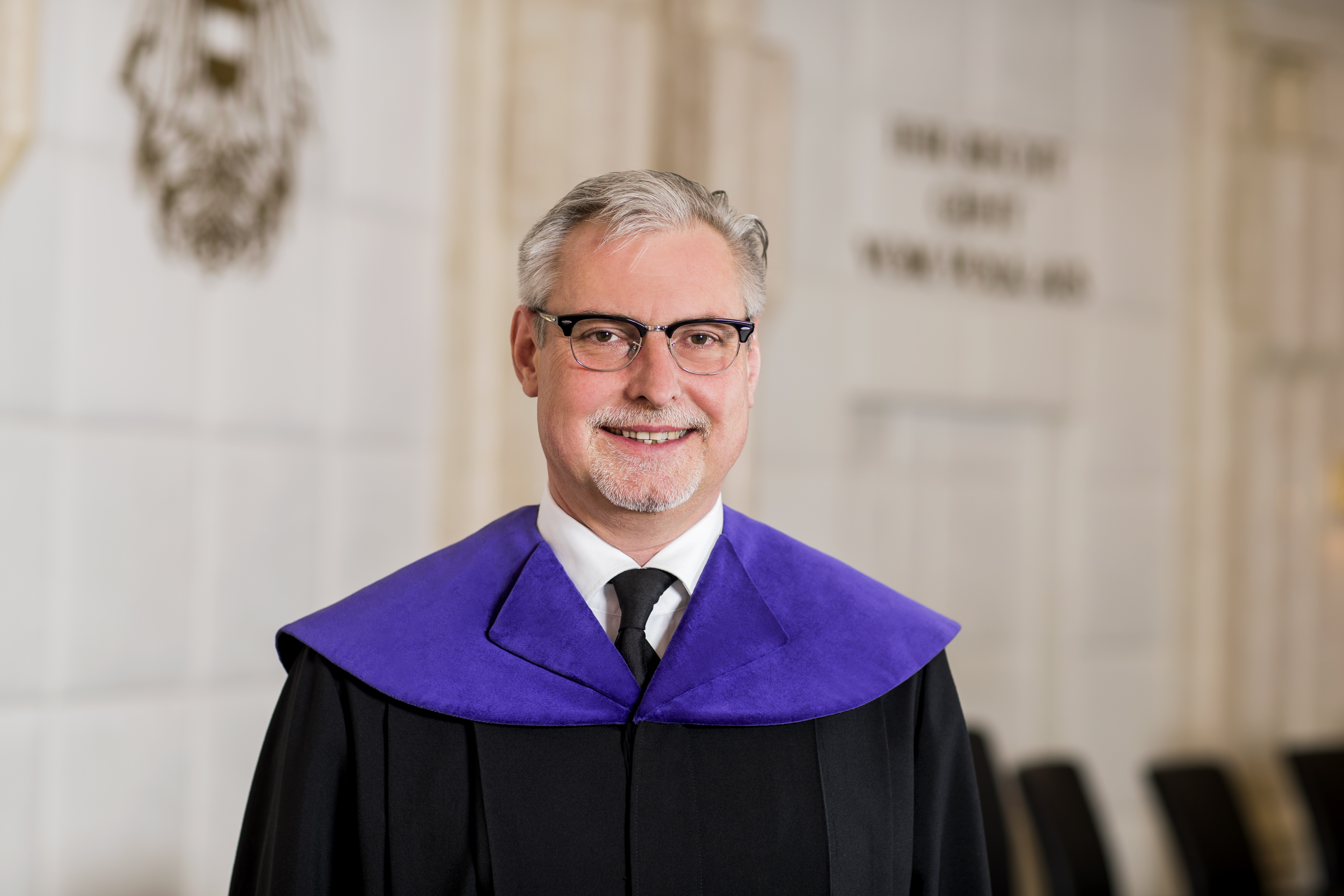
Andreas Hauer (2018)

Andreas Hauer (* 2. August 1965 in Ybbs an der Donau) ist ein österreichischer Rechtswissenschaftler, Universitätsprofessor für Öffentliches Recht und Verfassungsrichter. Hauer ist seit 2000 Universitätsprofessor am Institut für Verwaltungsrecht und -lehre der Johannes Kepler Universität (JKU) Linz und seit 7. März 2018 Mitglied des österreichischen Verfassungsgerichtshofs.

## Ausbildung und Karriere
Andreas Hauer wurde in Ybbs an der Donau geboren und besuchte Schulen in Steinakirchen am Forst und Wieselburg, wo er 1983 am örtlichen Gymnasium maturierte. Anschließend absolvierte er von 1983 bis 1987 zunächst das Diplom- und im Anschluss bis 1989 das Doktoratsstudium der Rechtswissenschaften an der Rechtswissenschaftlichen Fakultät der Universität Wien. 1989 wurde er dort mit einer Dissertation zum Thema „Der allgemeine Teil des Verwaltungsstrafrechts. Eine Betrachtung ausgewählter Probleme vor dem Hintergrund der gesetzlichen und dogmatischen Entwicklungen im Justizstrafrecht“ zum Doktor der Rechte (Dr.iur.) promoviert. Nach Ableistung seines Grundwehrdienstes bei der 3. Gardekompanie in der Wiener Maria-Theresien-Kaserne in den Jahren 1989/90 und nach kurzer Gerichtspraxis am Bezirksgericht für Strafsachen in Wien (1990) war er von 1990 bis 1998 als Universitätsassistent an der Universität Linz bei den Professoren Peter Oberndorfer bzw. Bruno Binder und kurzzeitig auch als Rechtsanwaltsanwärter (1993) tätig. 1998 verlieh ihm JKU Linz im Rahmen seiner Habilitation mit einer Habilitationsschrift zum Thema „Ruhe, Ordnung, Sicherheit. Eine Studie zu den Aufgaben der Polizei in Österreich“ die Lehrbefugnis für das Fach „Öffentliches Recht“. Von 1998 bis 2000 arbeitete Andreas Hauer als wissenschaftlicher Mitarbeiter der Verfassungsrichter Siegbert Morscher und Claudia Kahr am Verfassungsgerichtshof.
Im Jahr 2000 wurde Hauer zum Universitätsprofessor für Öffentliches Recht unter besonderer Berücksichtigung des österreichischen Verwaltungsrechts und der Verwaltungslehre am Institut für Verwaltungsrecht und Verwaltungslehre der JKU Linz ernannt. Er leitet an diesem Institut seitdem die Abteilung für Umweltverwaltungs- und Anlagenrecht. Von 2002 bis 2020 stand er weiters der Abteilung Energierecht des Energieinstituts an der JKU Linz vor. Hauer war bis 30. Juni 2024 stellvertretender Vorsitzender des Menschenrechtsbeirates der Volksanwaltschaft, ferner stellvertretender Vorsitzender der Studienkommission Wirtschafts- und Technikrecht der JKU Linz und Ersatzmitglied des Raumordnungsbeirates des Landes Oberösterreich.
Als Nachfolger des aus Altersgründen aus dem Verfassungsgerichtshof ausgeschiedenen Rudolf Müller wurde Andreas Hauer am 1. März 2018 vom Nationalrat als Mitglied des Verfassungsgerichtshofs vorgeschlagen. Hauers Nominierung stieß auf heftige Kritik der Oppositionsparteien, die ihm vor allem ein Zitat vorwarfen, in dem er die Judikatur des Europäischen Gerichtshofs für Menschenrechte (EGMR) bei Abschiebungen von ausländischen Straftätern als „mitverantwortlich für die multikriminelle Gesellschaft“ bezeichnete. Trotz dieser Kritik akzeptierte Bundespräsident Alexander Van der Bellen den Vorschlag des Nationalrats und ernannte Andreas Hauer zum Verfassungsrichter. Van der Bellen erklärte, er teile die Kritik von Hauer am EGMR zwar nicht, inhaltliche Kritik an einem Höchstgericht sei aber von einem Rechtsprofessor im Rahmen der Freiheit der Wissenschaft zulässig. Am 7. März 2018 wurde er daraufhin von VfGH-Präsidentin Brigitte Bierlein als Mitglied des Verfassungsgerichtshofs angelobt.

## Privatleben
Hauer ist verheiratet und Vater von vier Kindern. Seit Dezember 2014 ist er Mitglied des Corps Alemannia Wien zu Linz. Carsten Beck, dem Redakteur des CORPS Magazins, gab er ein Interview zu Grundrechten, Verantwortung des Einzelnen und dem Charme der Corps. Er gilt als der Freiheitlichen Partei Österreichs nahestehend.

## Arbeits- und Forschungsschwerpunkte
- Staats- und Verwaltungshandeln
- Gerichtsbarkeit des öffentlichen Rechts
- Energierecht
- Umweltrecht
- Polizeirecht